# WTA Awards
Die Liste WTA Awards enthält verschiedene Auszeichnungen, die in jeder Saison von der Women’s Tennis Association für besondere Leistungen vergeben werden.

## Spielerin des Jahres
| Jahr | Spielerin               | Jahr | Spielerin             | Jahr | Spielerin          |
| ---- | ----------------------- | ---- | --------------------- | ---- | ------------------ |
| 1977 | Virginia Wade           | 1997 | Martina Hingis        | 2017 | Garbiñe Muguruza   |
| 1978 | Martina Navratilova (1) | 1998 | Lindsay Davenport (1) | 2018 | Simona Halep       |
| 1979 | Martina Navratilova (2) | 1999 | Lindsay Davenport (2) | 2019 | Ashleigh Barty (1) |
| 1980 | Tracy Austin            | 2000 | Venus Williams        | 2020 | Sofia Kenin        |
| 1981 | Chris Evert-Lloyd       | 2001 | Jennifer Capriati     | 2021 | Ashleigh Barty (2) |
| 1982 | Martina Navratilova (3) | 2002 | Serena Williams (1)   | 2022 | Iga Świątek (1)    |
| 1983 | Martina Navratilova (4) | 2003 | Justine Henin (1)     | 2023 | Iga Świątek (2)    |
| 1984 | Martina Navratilova (5) | 2004 | Marija Scharapowa     | 2024 | Aryna Sabalenka    |
| 1985 | Martina Navratilova (6) | 2005 | Kim Clijsters (1)     |      |                    |
| 1986 | Martina Navratilova (7) | 2006 | Amélie Mauresmo       |      |                    |
| 1987 | Steffi Graf (1)         | 2007 | Justine Henin (2)     |      |                    |
| 1988 | Steffi Graf (2)         | 2008 | Serena Williams (2)   |      |                    |
| 1989 | Steffi Graf (3)         | 2009 | Serena Williams (3)   |      |                    |
| 1990 | Steffi Graf (4)         | 2010 | Kim Clijsters (2)     |      |                    |
| 1991 | Monica Seles (1)        | 2011 | Petra Kvitová         |      |                    |
| 1992 | Monica Seles (2)        | 2012 | Serena Williams (4)   |      |                    |
| 1993 | Steffi Graf (5)         | 2013 | Serena Williams (5)   |      |                    |
| 1994 | Steffi Graf (6)         | 2014 | Serena Williams (6)   |      |                    |
| 1995 | Steffi Graf (7)         | 2015 | Serena Williams (7)   |      |                    |
| 1996 | Steffi Graf (8)         | 2016 | Angelique Kerber      |      |                    |

## Doppel-Team des Jahres
| Jahr | Spielerin                                | Jahr | Spielerin                               | Jahr | Spielerin                                 |
| ---- | ---------------------------------------- | ---- | --------------------------------------- | ---- | ----------------------------------------- |
| 1977 | Martina Navratilova Betty Stöve          | 1997 | Gigi Fernández Natallja Swerawa         | 2017 | Martina Hingis Chan Yung-jan              |
| 1978 | Billie Jean King Martina Navratilova (1) | 1998 | Martina Hingis Jana Novotná             | 2018 | Barbora Krejčíková Kateřina Siniaková (1) |
| 1979 | Billie Jean King Martina Navratilova (2) | 1999 | Martina Hingis Anna Kurnikowa           | 2019 | Tímea Babos Kristina Mladenovic (1)       |
| 1980 | Kathy Jordan Anne Smith                  | 2000 | Serena Williams Venus Williams (1)      | 2020 | Tímea Babos Kristina Mladenovic (2)       |
| 1981 | Martina Navratilova Pam Shriver (1)      | 2001 | Lisa Raymond Rennae Stubbs              | 2021 | Barbora Krejčíková Kateřina Siniaková (2) |
| 1982 | Martina Navratilova Pam Shriver (2)      | 2002 | Virginia Ruano Pascual Paola Suárez (1) | 2022 | Barbora Krejčíková Kateřina Siniaková (3) |
| 1983 | Martina Navratilova Pam Shriver (3)      | 2003 | Virginia Ruano Pascual Paola Suárez (2) | 2023 | Storm Hunter Elise Mertens                |
| 1984 | Martina Navratilova Pam Shriver (4)      | 2004 | Virginia Ruano Pascual Paola Suárez (3) | 2024 | Sara Errani Jasmine Paolini               |
| 1985 | Martina Navratilova Pam Shriver (5)      | 2005 | Lisa Raymond Samantha Stosur (1)        |      |                                           |
| 1986 | Martina Navratilova Pam Shriver (6)      | 2006 | Lisa Raymond Samantha Stosur (2)        |      |                                           |
| 1987 | Martina Navratilova Pam Shriver (7)      | 2007 | Cara Black Liezel Huber (1)             |      |                                           |
| 1988 | Martina Navratilova Pam Shriver (8)      | 2008 | Cara Black Liezel Huber (2)             |      |                                           |
| 1989 | Jana Novotná Helena Suková (1)           | 2009 | Serena Williams Venus Williams (2)      |      |                                           |
| 1990 | Jana Novotná Helena Suková (2)           | 2010 | Gisela Dulko Flavia Pennetta            |      |                                           |
| 1991 | Gigi Fernández Jana Novotná              | 2011 | Květa Peschke Katarina Srebotnik        |      |                                           |
| 1992 | Larisa Neiland Natallja Swerawa          | 2012 | Sara Errani Roberta Vinci (1)           |      |                                           |
| 1993 | Gigi Fernández Natallja Swerawa (1)      | 2013 | Sara Errani Roberta Vinci (2)           |      |                                           |
| 1994 | Gigi Fernández Natallja Swerawa (2)      | 2014 | Sara Errani Roberta Vinci (3)           |      |                                           |
| 1995 | Gigi Fernández Natallja Swerawa (3)      | 2015 | Martina Hingis Sania Mirza              |      |                                           |
| 1996 | Jana Novotná Arantxa Sánchez Vicario     | 2016 | Caroline Garcia Kristina Mladenovic     |      |                                           |

## Aufsteigerin des Jahres
| Jahr | Spielerin                   | Jahr | Spielerin           | Jahr | Spielerin           |
| ---- | --------------------------- | ---- | ------------------- | ---- | ------------------- |
| 1977 | Wendy Turnbull              | 1997 | Amanda Coetzer      | 2017 | Jeļena Ostapenko    |
| 1978 | Virginia Ruzici             | 1998 | Patty Schnyder      | 2018 | Kiki Bertens        |
| 1979 | Sylvia Hanika               | 1999 | Serena Williams     | 2019 | Sofia Kenin         |
| 1980 | Hana Mandlíková             | 2000 | Jelena Dementjewa   | 2020 | Iga Świątek         |
| 1981 | Barbara Potter              | 2001 | Justine Henin       | 2021 | Barbora Krejčíková  |
| 1982 | Sabina Simmonds             | 2002 | Daniela Hantuchová  | 2022 | Beatriz Haddad Maia |
| 1983 | Andrea Temesvári            | 2003 | Nadja Petrowa       | 2023 | Zheng Qinwen        |
| 1984 | Kathy Jordan                | 2004 | Marija Scharapowa   | 2024 | Emma Navarro        |
| 1985 | Helena Suková               | 2005 | Ana Ivanović (1)    |      |                     |
| 1986 | Steffi Graf                 | 2006 | Jelena Janković     |      |                     |
| 1987 | Lori McNeil                 | 2007 | Ana Ivanović (2)    |      |                     |
| 1988 | Arantxa Sánchez Vicario (1) | 2008 | Dinara Safina       |      |                     |
| 1989 | Arantxa Sánchez Vicario (2) | 2009 | Yanina Wickmayer    |      |                     |
| 1990 | Monica Seles                | 2010 | Francesca Schiavone |      |                     |
| 1991 | Gabriela Sabatini           | 2011 | Petra Kvitová       |      |                     |
| 1992 | Kimiko Date                 | 2012 | Sara Errani         |      |                     |
| 1993 | Magdalena Maleewa           | 2013 | Simona Halep        |      |                     |
| 1994 | Mary Pierce                 | 2014 | Eugenie Bouchard    |      |                     |
| 1995 | Chanda Rubin                | 2015 | Timea Bacsinszky    |      |                     |
| 1996 | Martina Hingis              | 2016 | Johanna Konta       |      |                     |

## Neuling des Jahres
| Jahr | Spielerin               | Jahr | Spielerin           | Jahr | Spielerin        |
| ---- | ----------------------- | ---- | ------------------- | ---- | ---------------- |
| 1977 | Tracy Austin            | 1997 | Venus Williams      | 2017 | Catherine Bellis |
| 1978 | Pam Shriver             | 1998 | Serena Williams     | 2018 | Aryna Sabalenka  |
| 1979 | Kathy Jordan            | 1999 | Kim Clijsters       | 2019 | Bianca Andreescu |
| 1980 | Andrea Jaeger           | 2000 | Dája Bedáňová       | 2020 | Nadia Podoroska  |
| 1981 | Kathy Rinaldi           | 2001 | Daniela Hantuchová  | 2021 | Emma Raducanu    |
| 1982 | Zina Garrison           | 2002 | Swetlana Kusnezowa  | 2022 | Zheng Qinwen     |
| 1983 | Carling Bassett         | 2003 | Marija Scharapowa   | 2023 | Mirra Andrejewa  |
| 1984 | Manuela Maleeva         | 2004 | Tatiana Golovin     | 2024 | Lulu Sun         |
| 1985 | Gabriela Sabatini       | 2005 | Sania Mirza         |      |                  |
| 1986 | Stephanie Rehe          | 2006 | Agnieszka Radwańska |      |                  |
| 1987 | Arantxa Sánchez Vicario | 2007 | Ágnes Szávay        |      |                  |
| 1988 | Natallja Swerawa        | 2008 | Caroline Wozniacki  |      |                  |
| 1989 | Conchita Martínez       | 2009 | Melanie Oudin       |      |                  |
| 1990 | Jennifer Capriati       | 2010 | Petra Kvitová       |      |                  |
| 1991 | Andrea Strnadová        | 2011 | Irina-Camelia Begu  |      |                  |
| 1992 | Debbie Graham           | 2012 | Laura Robson        |      |                  |
| 1993 | Iva Majoli              | 2013 | Eugenie Bouchard    |      |                  |
| 1994 | Irina Spîrlea           | 2014 | Belinda Bencic      |      |                  |
| 1995 | Martina Hingis          | 2015 | Darja Gawrilowa     |      |                  |
| 1996 | Anna Kurnikowa          | 2016 | Naomi Ōsaka         |      |                  |

## Rückkehrerin des Jahres
| Jahr | Spielerin            | Jahr | Spielerin            | Jahr | Spielerin            |
| ---- | -------------------- | ---- | -------------------- | ---- | -------------------- |
| 1987 | Bettina Bunge        | 2002 | Corina Morariu       | 2017 | Sloane Stephens      |
| 1988 | Pascale Paradis      | 2003 | Amélie Mauresmo      | 2018 | Serena Williams (2)  |
| 1989 | Kathy Rinaldi        | 2004 | Serena Williams (1)  | 2019 | Belinda Bencic       |
| 1990 | Elizabeth Smylie (1) | 2005 | Kim Clijsters (1)    | 2020 | Wiktoryja Asaranka   |
| 1991 | Stephanie Rehe       | 2006 | Martina Hingis       | 2021 | Carla Suárez Navarro |
| 1992 | Jenny Byrne          | 2007 | Lindsay Davenport    | 2022 | Tatjana Maria        |
| 1993 | Elizabeth Smylie (2) | 2008 | Zheng Jie            | 2023 | Elina Switolina      |
| 1994 | Meredith McGrath     | 2009 | Kim Clijsters (2)    | 2024 | Paula Badosa         |
| 1995 | Monica Seles (1)     | 2010 | Justine Henin        |      |                      |
| 1996 | Jennifer Capriati    | 2011 | Sabine Lisicki       |      |                      |
| 1997 | Mary Pierce          | 2012 | Jaroslawa Schwedowa  |      |                      |
| 1998 | Monica Seles (2)     | 2013 | Alissa Kleibanowa    |      |                      |
| 1999 | Sabine Appelmans     | 2014 | Mirjana Lučić-Baroni |      |                      |
| 2000 | Iva Majoli           | 2015 | Venus Williams       |      |                      |
| 2001 | Barbara Schwartz     | 2016 | Dominika Cibulková   |      |                      |

## Peachy Kellmeyer Player Service
| Jahr | Spielerin           | Jahr | Spielerin           | Jahr | Spielerin                    |
| ---- | ------------------- | ---- | ------------------- | ---- | ---------------------------- |
| 1977 | Jim Bainbridge      | 1997 | Katrina Adams (2)   | 2017 | Lucie Šafářová (4)           |
| 1978 | Trish Faulkner      | 1998 | Joannette Kruger    | 2018 | Bethanie Mattek-Sands        |
| 1979 | Edy McGoldrick      | 1999 | Nicole Pratt (1)    | 2019 | Gabriela Dabrowski (1)       |
| 1980 | Diane Desfor        | 2000 | Nicole Pratt (2)    | 2020 | Kristie Ahn                  |
| 1981 | Barbara Jordan      | 2001 | Nicole Pratt (3)    | 2020 | Gabriela Dabrowski (2)       |
| 1982 | Diane Desfor        | 2002 | nicht vergeben      | 2020 | Madison Keys                 |
| 1983 | Lele Forood         | 2003 | Kim Clijsters (1)   | 2020 | Johanna Konta                |
| 1984 | Kim Shaefer         | 2004 | Nicole Pratt (4)    | 2020 | Aleksandra Krunić            |
| 1985 | Chris Evert (1)     | 2005 | Liezel Huber (1)    | 2020 | Christina McHale             |
| 1986 | Marcella Mesker     | 2006 | Kim Clijsters (2)   | 2020 | Kristina Mladenovic          |
| 1987 | Chris Evert (2)     | 2007 | Liezel Huber (2)    | 2020 | Anastassija Pawljutschenkowa |
| 1988 | Candy Reynolds      | 2008 | Liezel Huber (3)    | 2020 | Sloane Stephens              |
| 1989 | Mercedes Paz        | 2009 | Liezel Huber (4)    | 2020 | Donna Vekić                  |
| 1990 | Wendy Turnbull      | 2010 | Kim Clijsters (3)   | 2021 | Kristie Ahn                  |
| 1991 | Kathy Jordan        | 2011 | Francesca Schiavone | 2022 | Gabriela Dabrowski           |
| 1992 | Elise Burgin        | 2012 | Venus Williams (1)  | 2023 | Ons Jabeur (1)               |
| 1993 | Pam Shriver         | 2013 | Venus Williams (2)  | 2024 | Ons Jabeur (2)               |
| 1994 | Marianne Werdel (1) | 2014 | Lucie Šafářová (1)  |      |                              |
| 1995 | Marianne Werdel (2) | 2015 | Lucie Šafářová (2)  |      |                              |
| 1996 | Katrina Adams (1)   | 2016 | Lucie Šafářová (3)  |      |                              |

## Karen Krantzcke Sportsmanship Award
Benannt nach Karen Krantzcke, eine australische Tennisspielerin die am 11. April 1977 im Alter von 30 Jahren beim Joggen starb.
| Jahr | Spielerin               | Jahr | Spielerin             | Jahr | Spielerin            |
| ---- | ----------------------- | ---- | --------------------- | ---- | -------------------- |
| 1978 | Evonne Goolagong (1)    | 1998 | Yayuk Basuki (2)      | 2018 | Petra Kvitová (7)    |
| 1979 | Chris Evert             | 1999 | Ai Sugiyama           | 2019 | Petra Kvitová (8)    |
| 1980 | Evonne Goolagong (2)    | 2000 | Kim Clijsters (1)     | 2020 | Marie Bouzková       |
| 1981 | Diane Desfor            | 2001 | Kim Clijsters (2)     | 2021 | Carla Suárez Navarro |
| 1982 | Nancy Yeargin           | 2002 | Kim Clijsters (3)     | 2022 | Ons Jabeur (1)       |
| 1983 | Sharon Walsh-Pete       | 2003 | Kim Clijsters (4)     | 2023 | Ons Jabeur (2)       |
| 1984 | Marcella Mesker         | 2004 | Lindsay Davenport     | 2024 | Ons Jabeur (3)       |
| 1985 | Peanut Louie-Harper (1) | 2005 | Kim Clijsters (5)     |      |                      |
| 1986 | Peanut Louie-Harper (2) | 2006 | Kim Clijsters (6)     |      |                      |
| 1987 | Anne Minter             | 2007 | Ana Ivanović          |      |                      |
| 1988 | Swetlana Parchomenko    | 2008 | Jelena Dementjewa (1) |      |                      |
| 1989 | Gretchen Magers         | 2009 | Kim Clijsters (7)     |      |                      |
| 1990 | Mercedes Paz            | 2010 | Jelena Dementjewa (2) |      |                      |
| 1991 | Judith Wiesner          | 2011 | Petra Kvitová (1)     |      |                      |
| 1992 | Jill Hetherington       | 2012 | Kim Clijsters (8)     |      |                      |
| 1993 | Nicole Arendt           | 2013 | Petra Kvitová (2)     |      |                      |
| 1994 | Kimberly Po             | 2014 | Petra Kvitová (3)     |      |                      |
| 1995 | Amanda Coetzer (1)      | 2015 | Petra Kvitová (4)     |      |                      |
| 1996 | Yayuk Basuki (1)        | 2016 | Petra Kvitová (5)     |      |                      |
| 1997 | Amanda Coetzer (2)      | 2017 | Petra Kvitová (6)     |      |                      |

## Bestes Turnier des Jahres
| Jahr | WTA-Turniere der Kategorie                                    | WTA-Turniere der Kategorie                                    | WTA-Turniere der Kategorie                                    | WTA-Turniere der Kategorie                                    |
| Jahr | Premier (WTA Tier I/WTA Tier II vor 2009)                     | Premier (WTA Tier I/WTA Tier II vor 2009)                     | International (WTA Tier III/WTA Tier IV/V vor 2009)           | International (WTA Tier III/WTA Tier IV/V vor 2009)           |
| ---- | ------------------------------------------------------------- | ------------------------------------------------------------- | ------------------------------------------------------------- | ------------------------------------------------------------- |
| 1995 | Miami                                                         | Miami                                                         | Québec                                                        | Québec                                                        |
| 1996 | San Diego                                                     | San Diego                                                     | Quebec                                                        | Quebec                                                        |
| 1997 | Indian Wells                                                  | Indian Wells                                                  | Quebec                                                        | Quebec                                                        |
| 1998 | Montréal                                                      | Montréal                                                      | Quebec                                                        | Quebec                                                        |
| 1999 | Toronto                                                       | Toronto                                                       | Quebec                                                        | Quebec                                                        |
| 2000 | Montréal                                                      | Montréal                                                      | Quebec                                                        | Quebec                                                        |
| 2001 | Dubai                                                         | Dubai                                                         | Acapulco                                                      | Acapulco                                                      |
| 2002 | Dubai                                                         | Dubai                                                         | Acapulco                                                      | Acapulco                                                      |
| 2003 | Moskau                                                        | Moskau                                                        | Gold Coast                                                    | Gold Coast                                                    |
| 2004 | Miami                                                         | Miami                                                         | Quebec & Acapulco                                             | Quebec & Acapulco                                             |
| 2005 | Indian Wells                                                  | Indian Wells                                                  | Quebec                                                        | Quebec                                                        |
| 2006 | Indian Wells                                                  | Indian Wells                                                  | Acapulco                                                      | Acapulco                                                      |
| 2007 | Stuttgart                                                     | Stuttgart                                                     | Bali                                                          | Bali                                                          |
| 2008 | Stuttgart                                                     | Stuttgart                                                     | Bali                                                          | Bali                                                          |
| 2009 | Indian Wells                                                  | Indian Wells                                                  | Acapulco                                                      | Acapulco                                                      |
| 2010 | Stuttgart                                                     | Stuttgart                                                     | Pattaya                                                       | Pattaya                                                       |
| 2011 | Stuttgart                                                     | Stuttgart                                                     | Acapulco                                                      | Acapulco                                                      |
| 2012 | Stuttgart                                                     | Stuttgart                                                     | Båstad                                                        | Båstad                                                        |
| 2013 | Indian Wells                                                  | Indian Wells                                                  | Acapulco                                                      | Acapulco                                                      |
|      | International                                                 | Premier                                                       | Premier 5                                                     | Premier Mandatory                                             |
| 2014 | Acapulco Auckland Bastad                                      | Stuttgart                                                     |                                                               | Indian Wells                                                  |
| 2015 | Acapulco Auckland Bastad                                      | Stuttgart                                                     |                                                               | Indian Wells                                                  |
| 2016 | Acapulco Auckland Bastad                                      | Stuttgart                                                     | Rom                                                           | Indian Wells                                                  |
| 2017 | Acapulco                                                      | Stuttgart                                                     | Rom                                                           | Indian Wells                                                  |
| 2018 | Hongkong                                                      | Sankt Petersburg                                              | Rom                                                           | Indian Wells                                                  |
| 2019 | Auckland Acapulco                                             | Stuttgart Sankt Petersburg                                    | Dubai                                                         | Indian Wells                                                  |
| 2020 | Wegen der COVID-19-Pandemie wurde kein Turnier ausgezeichnet. | Wegen der COVID-19-Pandemie wurde kein Turnier ausgezeichnet. | Wegen der COVID-19-Pandemie wurde kein Turnier ausgezeichnet. | Wegen der COVID-19-Pandemie wurde kein Turnier ausgezeichnet. |
|      | 250                                                           | 500                                                           | 1000                                                          | 1000                                                          |
| 2021 | Melbourne Teneriffa                                           | Sankt Petersburg                                              | Indian Wells                                                  | Indian Wells                                                  |
| 2022 | Cluj-Napoca                                                   | Charleston                                                    | Indian Wells                                                  | Indian Wells                                                  |
| 2023 | Cluj-Napoca                                                   | Charleston                                                    | Indian Wells                                                  | Indian Wells                                                  |
| 2024 | Hongkong                                                      | Charleston                                                    | Indian Wells                                                  | Indian Wells                                                  |

## Diamond Aces
Diesen Award erhält die Spielerin, die sowohl auf den als auch abseits der Courts für den Tennissport die beste Werbung macht.
| Jahr | Spielerin               | Jahr | Spielerin              | Jahr | Spielerin       |
| ---- | ----------------------- | ---- | ---------------------- | ---- | --------------- |
| 1995 | Arantxa Sánchez Vicario | 2007 | Jelena Janković        | 2019 | Kiki Bertens    |
| 1996 | Gabriela Sabatini       | 2008 | Ana Ivanović           | 2022 | Maria Sakkari   |
| 1997 | Amanda Coetzer          | 2009 | Jelena Dementjewa      | 2023 | Jessica Pegula  |
| 1998 | Lindsay Davenport (1)   | 2010 | Samantha Stosur        | 2024 | Aryna Sabalenka |
| 1999 | Lindsay Davenport (2)   | 2011 | Caroline Wozniacki (1) |      |                 |
| 2000 | Martina Hingis (1)      | 2012 | Wiktoryja Asaranka (1) |      |                 |
| 2001 | Martina Hingis (2)      | 2013 | Wiktoryja Asaranka (2) |      |                 |
| 2002 | nicht vergeben          | 2014 | Petra Kvitová          |      |                 |
| 2003 | nicht vergeben          | 2015 | Caroline Wozniacki (2) |      |                 |
| 2004 | Anastassija Myskina (1) | 2016 | Simona Halep           |      |                 |
| 2005 | Anastassija Myskina (2) | 2017 | Angelique Kerber       |      |                 |
| 2006 | Swetlana Kusnezowa      | 2018 | Elina Switolina        |      |                 |

## Trainer des Jahres
| Jahr | Trainer                                            |
| ---- | -------------------------------------------------- |
| 2018 | Sascha Bajin (als Trainer von Naomi Ōsaka)         |
| 2019 | Craig Tyzzer (als Trainer von Ashleigh Barty)      |
| 2020 | Piotr Sierzputowski (Trainer von Iga Świątek)      |
| 2021 | Conchita Martínez (Trainerin von Garbiñe Muguruza) |
| 2022 | David Witt (Trainer von Jessica Pegula)            |
| 2023 | Tomasz Wiktorowski (Trainer von Iga Świątek)       |
| 2024 | Renzo Furlan (Trainer von Jasmine Paolini)         |

## Von den Fans zur Einzelspielerin des Jahres gewählt
| Jahr | Spielerin           |
| ---- | ------------------- |
| 2009 | Jelena Dementjewa   |
| 2010 | Marija Scharapowa   |
| 2011 | Agnieszka Radwańska |
| 2012 | Agnieszka Radwańska |
| 2013 | Agnieszka Radwańska |
| 2014 | Agnieszka Radwańska |
| 2015 | Agnieszka Radwańska |
| 2016 | Agnieszka Radwańska |
| 2017 | Simona Halep        |
| 2018 | Simona Halep        |
| 2019 | Simona Halep        |

## Von den Fans zum Doppel des Jahres gewählt
| Jahr | Spielerin                           |
| ---- | ----------------------------------- |
| 2009 | Serena Williams Venus Williams      |
| 2010 | Serena Williams Venus Williams      |
| 2011 | Marija Kirilenko Wiktoryja Asaranka |
| 2012 | Serena Williams Venus Williams      |
| 2013 | Jekaterina Makarowa Jelena Wesnina  |
| 2014 | Sara Errani Roberta Vinci           |
| 2015 | Serena Williams Caroline Wozniacki  |

## Fan Favorite Breakthrough Player
| Jahr | Spielerin     |
| ---- | ------------- |
| 2011 | Petra Kvitová |

## Humanitarian of the Year
| Jahr | Spielerin         |
| ---- | ----------------- |
| 2005 | Liezel Huber      |
| 2006 | Kim Clijsters     |
| 2007 | Liezel Huber      |
| 2008 | Ana Ivanović      |
| 2010 | Marija Scharapowa |

## Von den Fans zum Schlag des Jahres gewählt
| Jahr | Spielerin           | Turnier     | Video |
| ---- | ------------------- | ----------- | ----- |
| 2013 | Agnieszka Radwańska | Miami VF    | ()    |
| 2014 | Agnieszka Radwańska | Montreal HF | ()    |

## Von den Fans zum Spiel des Jahres gewählt
| Jahr | Sieger            | Verlierer          | Turnier                   | Ergebnis       | Video |
| ---- | ----------------- | ------------------ | ------------------------- | -------------- | ----- |
| 2013 | Marija Scharapowa | Wiktoryja Asaranka | French Open HF            | 6:1, 2:6, 6:4  | ()    |
| 2014 | Serena Williams   | Caroline Wozniacki | WTA Championships 2014 HF | 2:6, 6:3, 7:66 | ()    |